# Sibylle Bergemann

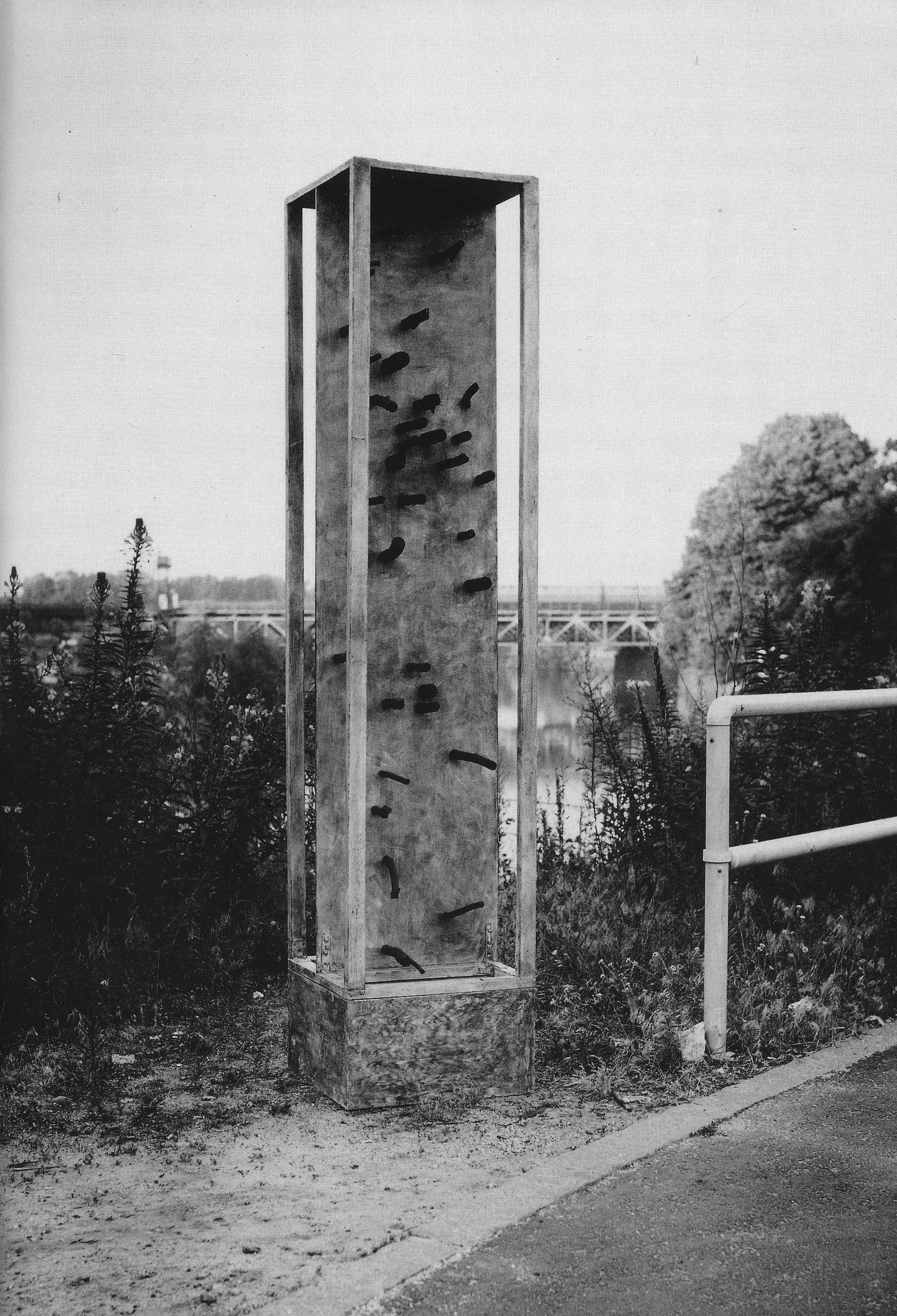
Von den 7 Türmen, 1994

Sibylle Bergemann (29. srpna 1941 Berlín – 1. listopadu 2010 Gransee) byla německá fotografka. V roce 1990 spoluzaložila fotografickou agenturu Ostkreuz. Dokumentovala vývoj ve východním Berlíně během komunistické éry a pracovala na mezinárodních úkolech pro časopis Stern a později pro Geo.

## Životopis
Bergemann v letech 1958 až 1960 absolvovala administrativní výcvik ve východním Berlíně. Zájem o fotografii si získala během práce v redakci východoněmeckého zábavního periodika Das Magazin. V roce 1966 začala studovat fotografii u fotografa a vysokoškolského učitele Arna Fischera, který se stal jejím celoživotním partnerem.

## Kariéra
Poté, co na začátku 70. let poprvé přispěla k předním východoněmeckým periodikům Das Magazin a Sonntag, se její fotografie začaly objevovat v ženském módním časopise Sibylle, kde si brzy vytvořila svůj vlastní styl. Její portréty nebyly analytické, ale spíše popisné a ukazovaly lidi tak, jak se objevují ve skutečném životě. Přešla z módy k fotografování nejprve své vlastní země, východního Německa a později zbytku světa. V roce 1990 založila společně s Ute Mahlerem a Haraldem Hauswaldem agenturu Ostkreuz, která nyní (2020) představuje řadu fotografů.
Snad nejdůležitějším odkazem umělkyně je řada černobílých fotografií, které v průběhu let pořídila z každodenního života ve východním Německu. Později sestavila fotografické reportáže o New Yorku, Tokiu, Paříži a São Paulu ; pak přešla z černbílé varianty na barevnou, cestovala po Africe a Asii, kde pracovala na úkolech pro magazín Geo.

## Uznání
V roce 1994 byla talent umělkyně uznán, když se stala členkou Akademie umění v Berlíně. V roce 2007 uspořádala výstavu své práce v Museum für Photographie v Braunschweigu. Muzeum moderního umění v New Yorku má dvanáct tisků fotografky.

## Publikace

### Publikace Bergemannové
- Polaroids. Berlín: Hatje Cantz, 2011. ISBN 978-3-7757-2843-0. Texty: Jutta Voigt, Bernd Heise, Frieda von Wild a Arno Fischer. V němčině a angličtině.

### Publikace s příspěvky Bergemannové
Tento seznam není úplný.
- Die Stadt. Vom Werden und Vergehen / The City. Becoming and Decaying. Ostfildern: Hatje Cantz, 2010. ISBN 978-3-7757-2659-7 V němčině a angličtině.
- Ostzeit. Geschichten aus einem vergangenen Land / Stories from a Vanished Country. Ostfildern: Hatje Cantz, 2010. ISBN 978-3-7757-2486-9 V němčině a angličtině.

## Výstavy
- 2019–2020 Medea Insurrection: Radical Women Artists Behind the Iron Curtain (Radikální umělkyně za železnou oponou)[4]

## Galerie

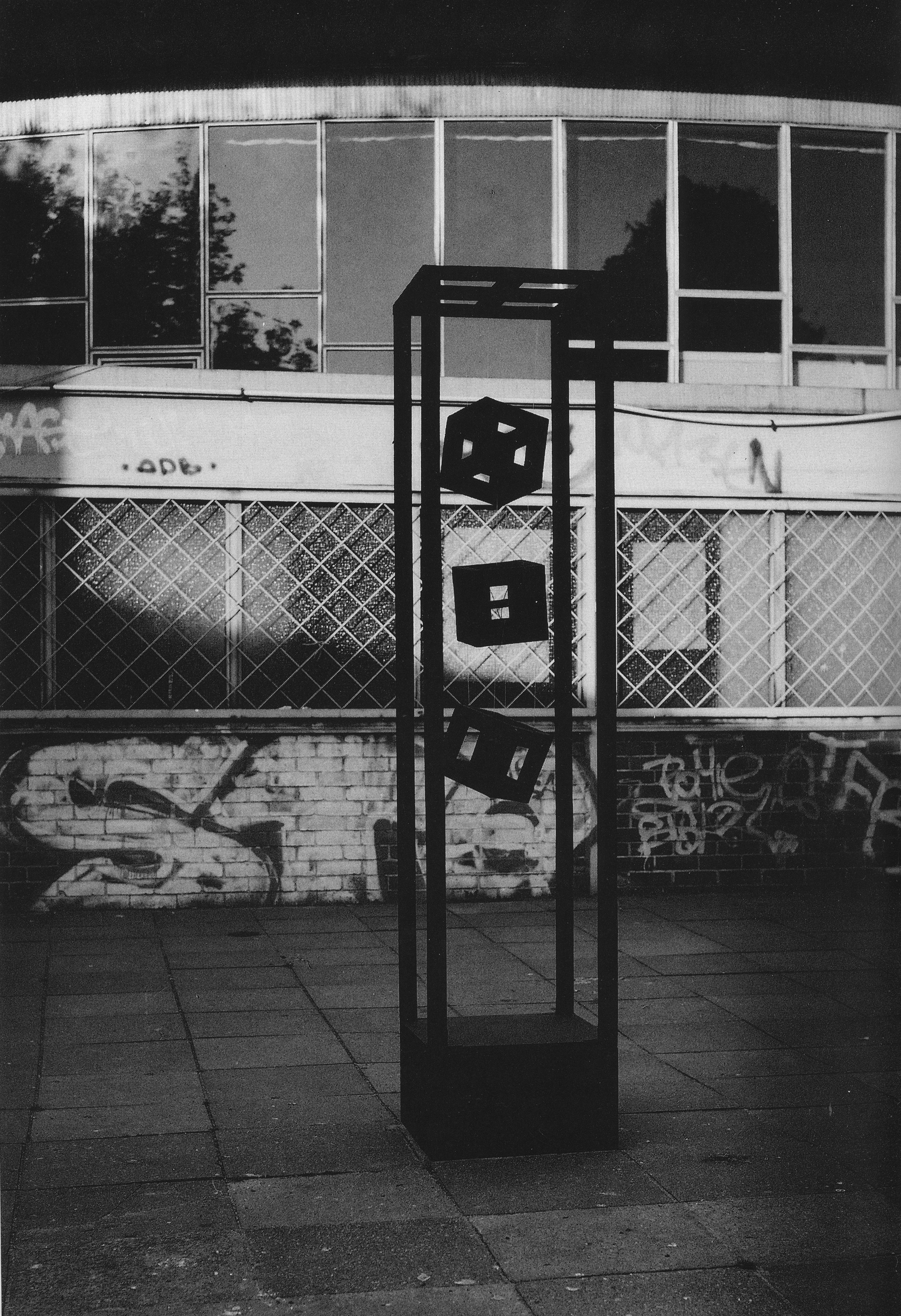
Von den 7 Türmen, 1994
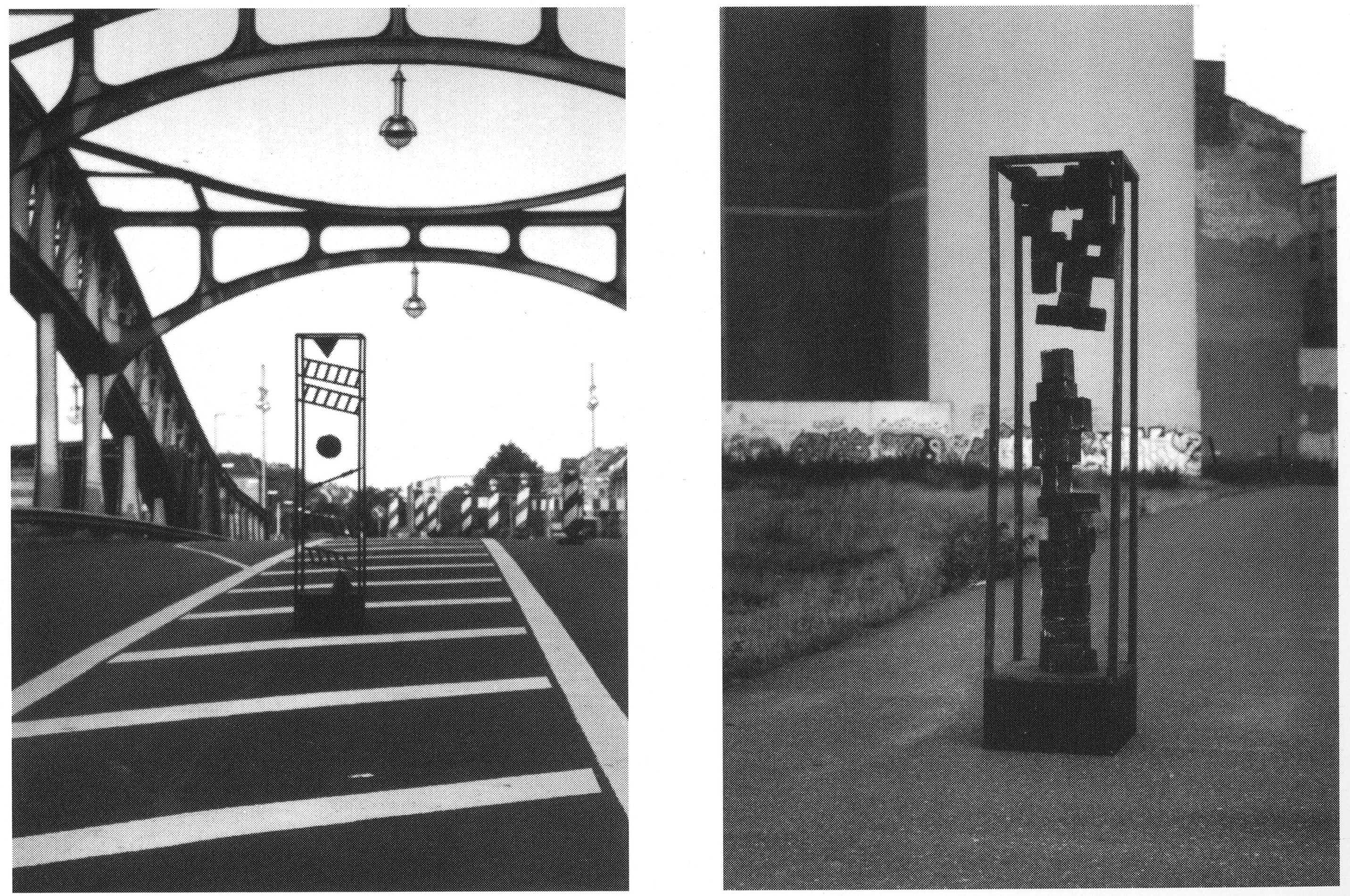
Von den 7 Türmen, 1994
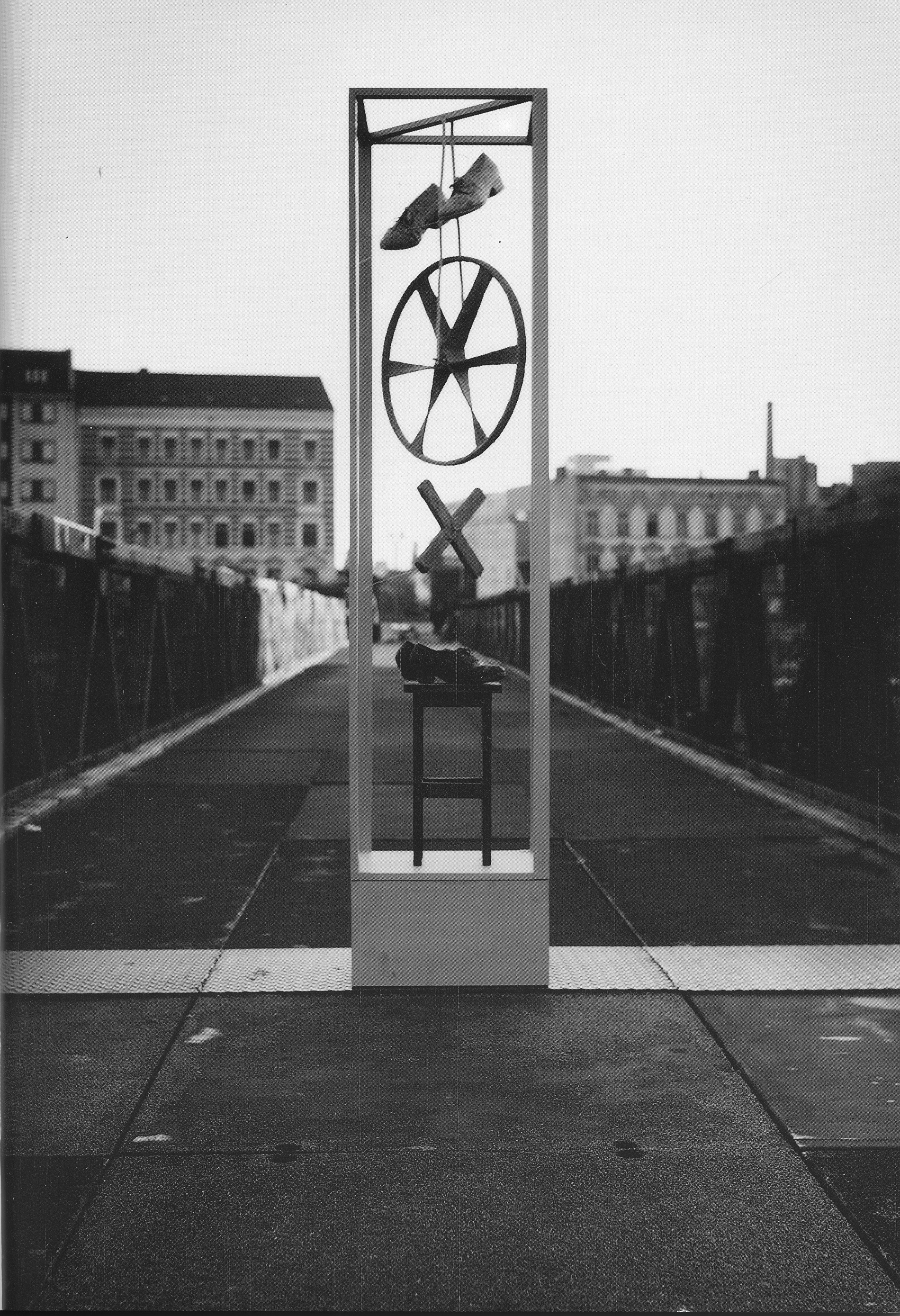
Von den 7 Türmen, 1994
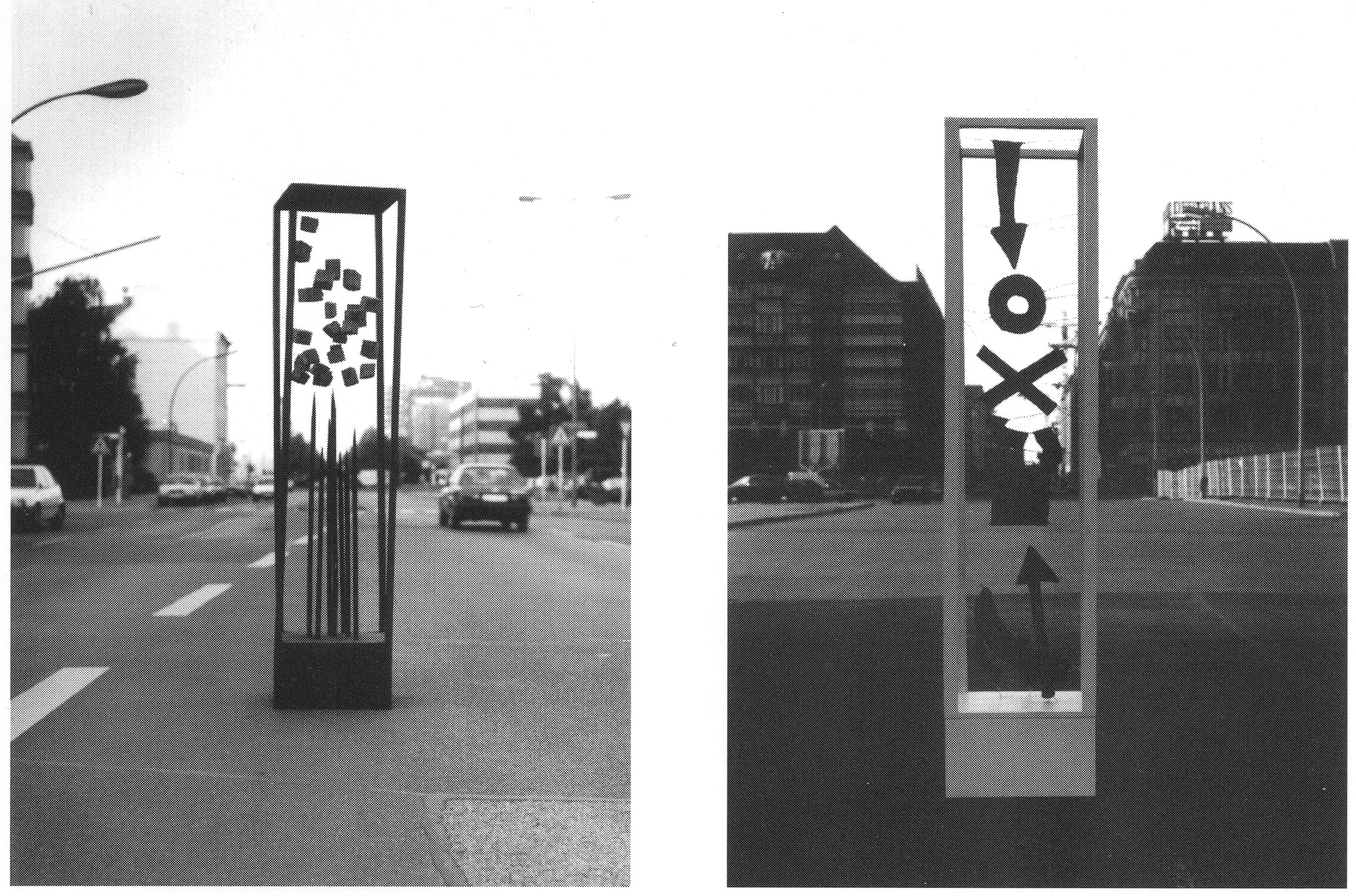
Von den 7 Türmen, 1994